# Eksplozja w zakładach chemicznych w Brzegu Dolnym
Eksplozja w zakładach chemicznych w Brzegu Dolnym – eksplozja cysterny z mieszanką tlenku etylenu i amoniaku, do której doszło 23 grudnia 1976 roku na terenie zakładów chemicznych NZPO Rokita w Brzegu Dolnym.
Wagon importowanego z Republiki Federalnej Niemiec tlenku etylenu z powodu braku dokumentów przewozowych włączono do pociągu cystern z amoniakiem na stacji granicznej w Międzylesiu. Przy rozładunku w zakładach chemicznych do cysterny podczas procesu przedmuchiwania wtłoczono amoniak, po czym cysternę wysłano zgodnie z listem przewozowym do odbiorcy, którym były Nadodrzańskie Zakłady Przemysłu Organicznego Rokita Brzeg Dolny. Cysterna eksplodowała 23 grudnia 1976 o godzinie 4:45 na bocznicy kolejowej dolnobrzeskich zakładów, a siłę wybuchu ocenia się na 70 ton trotylu. Drgania ziemi odczuwalne były we Wrocławiu. Nie zanotowano ofiar w ludziach, natomiast wiele mieszkań w Brzegu Dolnym i okolicach zostało w przedwigilijnym dniu pozbawionych szyb w oknach. 